# Biblioteca Enigmistica Italiana
La Biblioteca Enigmistica Italiana (BEI) è al momento l'unica biblioteca in Italia dedicata all'enigmistica classica. Fondata a Modena nel 1980 da Giuseppe Panini, imprenditore e fondatore delle Edizioni Panini, nel 2015 ha trasferito la sede a Campogalliano (MO) ed è diventata ufficialmente un'associazione senza scopo di lucro, prendendo il nome di Associazione Culturale Biblioteca Enigmistica Italiana "G. Panini".

## Storia
Giuseppe Panini è stato un grande collezionista ed appassionato di enigmistica. Egli era noto fra gli appassionati con lo pseudonimo de "Il Paladino", personaggio che non a caso si può ritrovare anche nel logo della casa editrice Panini. Dopo aver organizzato un Congresso enigmistico nazionale nel 1977, egli ebbe l'idea di raccogliere il materiale enigmistico strutturandolo in una vera e propria biblioteca, liberamente consultabile dal pubblico.